# 福岡康夫
福岡 康夫（ふくおか やすお、1931年11月28日 - 2004年8月9日）は、日本の政治家。公明党衆議院議員（1期）。

## 経歴
山口県下関市出身。愛媛大学文理学部中退。公正取引委員会広島事務所課長を経て、1983年の第37回衆議院議員総選挙に広島1区から公明党公認で立候補してトップで当選した。1986年の第38回衆議院議員総選挙で落選。1989年の第15回参議院議員通常選挙で比例区から立候補したが落選した。その後、1991年から2003年まで広島県議を3期務めた。2004年死去。